# Kfar-Hitim
Kfar-Hitim (כפר חטים) est un moshav situé dans la Vallée de Arbel, dans la région de la Basse Galilée. « Kfar-Hitim » reprend le nom du lieu qui, sous sa forme Araméenne « Kfar-Hitaya », est mentionnée dans le Talmud.
Les terres sur lesquelles est construit le moshav ont été achetées en 1905 par le KKL au village arabe de Hittin. Ce sont d'ailleurs les premières terres acquises par le KKL. En 1914, un groupe d'ouvriers originaires de Pologne s'y installe et tente en vain d'y cultiver des cédrats. En 1923 a lieu une nouvelle tentative d'installation organisée à l'initiative de l'association Hapoel Hamizrahi, mais l'endroit est de nouveau évacué en 1931 à la suite des émeutes de 1929. Enfin en 1936, un groupe de pionniers originaire de Bulgarie et pris en charge par l'organisation « Hakotzer » recrée le moshav, comme la première des implantations prévues par le programme Tour et Muraille.
En février 2016, une polémique naît autour d'un projet du gouvernement israélien de construction d'un village druze sur le site de l'ancien village de Hittin qui serait aussi celui de la bataille de Hattin, les Druzes destinataires du projet refusant l'installation sur des terres qu'ils considèrent comme arabes.